# Chézy-en-Orxois
Chézy-en-Orxois ist eine französische Gemeinde mit 377 Einwohnern (Stand: 1. Januar 2022) im Département Aisne in der Region Hauts-de-France (frühere Region: Picardie). Sie gehört zum Arrondissement Château-Thierry und zum Kanton Villers-Cotterêts.

## Geographie
Die GemeindeChézy-en-Orxois liegt ca. 20 Kilometer nordwestlich von Château-Thierry. Sie umfasst die Ortsteile Vailly, La Briqueterie, La Couture und La Cour aux Moines. Nachbargemeinden sind La Ferté-Milon, Dammard und Macogny im Norden, Saint-Gengoulph im Osten, Brumetz im Süden, Montigny-l’Allier und eine Exklave von Marolles im Westen.

## Bevölkerungsentwicklung
| Jahr                       | 1962 | 1968 | 1975 | 1982 | 1990 | 1999 | 2006 | 2014 | 2021 |
| Einwohner                  | 419  | 381  | 297  | 302  | 324  | 346  | 377  | 405  | 380  |
| Quellen: Cassini und INSEE |      |      |      |      |      |      |      |      |      |

## Sehenswürdigkeiten
- Kirche Saint-Denis, 1920 als Monument historique klassifiziert (Base Mérimée PA00115595), mit massivem gotischen Turm an der Westfassade